# Wólka Mała (powiat grajewski)
Wólka Mała – wieś w Polsce położona w województwie podlaskim, w powiecie grajewskim, w gminie Rajgród.
| SIMC    | Nazwa     | Rodzaj    |
| ------- | --------- | --------- |
| 0405122 | Dziarniki | część wsi |

W latach 1975–1998 miejscowość należała administracyjnie do województwa łomżyńskiego.